# 迴響天空／每個女孩子啊
《迴響天空／每個女孩子啊》（空が鳴っている／女の子は誰でも，Sora ga Natteiru/Onna no Ko wa Dare Demo；The Reverberation/Fly Me To Heaven）是東京事變的第七張單曲，由EMI Music Japan／Virgin Music於2011年5月11日發行，也是東京事變首張雙Ａ面單曲。同時「迴響天空」是江崎固力果『Watering Kiss Mint』口香糖廣告的主題曲，而「每個女孩子啊」則作為資生堂「MAQuillAGE」系列的廣告主題曲，兩者皆由主唱椎名林檎擔任產品的代言人。初回限定為《東京事變 live tour 2011 Discovery》巡迴演唱會門票優先抽選券。
在單曲銷售成績方面，本張單曲在日本Oricon銷售榜上最高位居單週第6名，名列2011年年度銷售榜第142位。而在日本唱片協會所公佈的RIAJ數位下載榜中，歌曲「迴響天空」最高曾名列單週第40名，「每個女孩子啊」最高則曾名列單週第26名。

## 單曲概要
《迴響天空／每個女孩子啊》是東京事變繼2010年7月發表數位單曲《DOPA-MINT!》九個月後，也是繼2009年12月發行單曲《能動的三分間》一年多後的新作品。同時這張單曲也是東京事變及椎名林檎歌手生涯中第一次發行雙Ａ面單曲。在歌曲部分，這次主唱椎名林檎特別選用「女孩子」作為歌曲的標題，這樣的選擇在椎名林檎的歌手生涯中十分罕見，因為關於女性的詞彙中，椎名林檎連「雌」這個字都用過了，但是這次卻選用「女孩子」來代表女性。對此，椎名林檎表示以前會堅持不用許多詞彙，主要是想要確立自己及自我認同兩個部分，但是她已經過了那個時期，因此對於現在的她來說，不同詞彙的使用代表的是音樂特性上的不同，就像是「女人」、「少女」、「女子」等，它們的概念不都不一樣嗎？椎名林檎更進一步的表示按照這首歌的概念，如果不用女孩子來命名的話是無法成立的。
在單曲發售時程上，新單曲發行的消息最早於2010年12月10日就在官網發布。到了2011年1月20日日本資生堂則宣布椎名林檎將代言‘MAQuillAGE’系列產品，廣告曲「每個女孩子啊」則由東京事變演唱。在02月8日，官方網站不但宣布歌曲「迴響天空」將成為江崎固力果公司廣告主題曲，同一天也開始提供歌曲「迴響天空」數位下載的服務。但受到鼓手刄田綴色喝酒鬧事影響，新單曲發售時程延期，改至5月11日發售。另外，原訂發售時，並無附任何的特典。但後來於5月發行時，官方決定隨單曲附贈《東京事變 live tour 2011 Discovery》巡迴演唱會門票優先抽選券。台灣則於05月13日發行台壓版，等到05月20日才代理進口初回版。
在歌曲銷售方面，歌曲「迴響天空」首先在2011年2月8日提供數位下載，並在日本唱片協會所公佈的RIAJ數位下載榜中，最高名列單週第40名。後來，因為受鼓手鬧事所影響，在02月12日暫停數位下載的服務。到了4月20日，「迴響天空」及「每個女孩子啊」兩首歌曲再次接受歌迷下載，而歌曲「每個女孩子啊」則在RIAJ數位下載榜中，最高名列第26名。而在單曲銷售方面，本張單曲在發行當週以4.1萬張的銷售量在日本Oricon銷售榜上位居第6名，總計在Oriocn銷售榜上榜8週，累積銷售達5.4萬張，名列2011年年度銷售榜第142名。

### 發售延期
本張單曲原定2月23日發行，但是在2月12日時，鼓手刃田綴色在酒後鬧事，並涉嫌妨礙警方執行公務而遭逮捕，東京事變立刻發表聲明道歉，並宣佈東京事變及新單曲發行時程無限期暫停。而受鼓手鬧事所累，不但唱片公司暫停歌曲「迴響天空」線上下載的服務，連原本預定連續兩週要上朝日電視台音樂節目「Music Station」的計畫也一併取消。另外，以新單曲中的歌曲作為廣告曲的資生堂「MAQuillAGE」系列及江崎固力果「Watering Kiss Mint口香糖」廣告也將原本的歌曲改由椎名林檎單獨演唱，分別是「迴響天空〜深海版〜」（無伴奏版）及「每個女孩子啊〜素肌編〜」（鋼琴演奏）。
日後，配合單曲再次發售，江崎固力果公司將廣告配樂從椎名林檎清唱的版本，改為東京事變的歌曲「能動的三分間」，而不是恢復採用歌曲「迴響天空」。而資生堂則是將原本東京事變所演唱的歌曲「每個女孩子啊」，再度套入新的廣告中。在節目宣傳方面，先前因故取消錄影的音樂節目「Music Station」，在單曲發行後，改以椎名林檎為名義參加演出。

### 音樂錄影帶
歌曲「迴響天空」的音樂錄影帶由兒玉裕一擔任製作，他同時也是廣告的導演。音樂錄影帶的概念是以自我探詢的影像為主，散發出戀物及戲劇性。

### 跨業合作

在水中拍攝的江崎固力果口香糖廣告

- 「迴響天空」

（江崎固力果）‘Watering Kiss Mint口香糖’的廣告主題曲
椎名林檎參與了江崎固力果『Watering Kiss Mint』口香糖廣告的演出，為此系列第四個電視廣告。廣告由兒玉裕一擔任製作，他同時也是本首歌音樂錄影帶的導演。導演為了與主題曲「迴響天空」的歌詞「慢動作」相互呼應，連帶的廣告也採慢動作播放。在這個廣告中，導演使用高速攝影機拍攝椎名林檎在水中吃口香糖的畫面，並將不同顏色的口香糖口味用霓虹燈的方式映射至背景上，而當椎名林檎開始在水中吹口香糖氣泡時，剎那間的靜默代表著如夢幻般靜謐的時光
。這樣的拍攝手法也讓椎名林檎吃不消，大喊「這好難喔!」
但後來受鼓手刄田綴色酒後鬧事的影響，江崎固力果公司將原本的廣告配樂改由椎名林檎單獨演唱，取名為「迴響天空〜深海版〜」（無伴奏版）。在單曲重新發售後，江崎固力果公司並不是把歌曲「迴響天空」重新當作廣告主題曲，反而是採用東京事變以前的歌曲「能動的三分間」。

資生堂MAQuillAGE系列廣告，表達出純白無垢的意象

- 「每個女孩子啊」

（資生堂）‘MAQuillAGE’系列廣告主題曲
椎名林檎參與了日本資生堂『MAQuillAGE』系列的電視廣告的演出，並於2011年2月20日發佈在官方網站上。這個廣告由兒玉裕一擔任製作，他同時也是本首歌音樂錄影帶的導演。廣告是在美國新墨西哥州著名景點白沙國家公園所拍攝，搭配椎名林檎的冷凝無垢的臉龐與獨特歌聲，成功帶來「純白無垢」的震撼感官。而事後發表單曲時，椎名林檎表示在拍資生堂廣告的時候十分緊張，因為她自認為不是被拍攝的專家，因此她總是盡她最好的一面去完成，希望能對廣告有些許貢獻。
但後來受鼓手刄田綴色酒後鬧事的影響，資生堂將還沒公開的廣告配樂改為椎名林檎單獨演唱，取名為「每個女孩子啊〜素肌編〜」（鋼琴演奏）。直到單曲重新發售後，資生堂再將東京事變的版本，套入新的廣告中。

## 曲目
| 東京事變【迴響天空／每個女孩子啊】 | 東京事變【迴響天空／每個女孩子啊】 | 東京事變【迴響天空／每個女孩子啊】 | 東京事變【迴響天空／每個女孩子啊】 | 東京事變【迴響天空／每個女孩子啊】 | 東京事變【迴響天空／每個女孩子啊】 |
| 曲序                               | 曲目                               |                                    | 作曲                               | 編曲                               | 时长                               |
| ---------------------------------- | ---------------------------------- | ---------------------------------- | ---------------------------------- | ---------------------------------- | ---------------------------------- |
| 1.                                 | 迴響天空                           | 椎名林檎                           | 龜田誠治                           | 東京事變                           | 3:50                               |
| 2.                                 | 每個女孩子啊                       | 椎名林檎                           | 椎名林檎                           | 服部隆之                           | 3:56                               |
| 总时长：                           | 总时长：                           | 总时长：                           | 总时长：                           | 总时长：                           | 7:46                               |

全作詞：椎名林檎
作曲：龜田誠治（#1）、椎名林檎（#2）
編曲：東京事變（#1）、服部隆之（#2）

### 曲目介紹
1. 迴響天空（日语：空が鳴っている）
  - 收錄於《大發現》專輯中

原名：Breast（胸部）
這首歌由來的是因為團員的不希望江崎固力果一系列的廣告，都重複相同的東西，因此他們希望能提出具有新方向的曲目，所以創造了「迴響天空」這首歌[8]。
作曲人龜田誠治表示它做出來的歌曲，像是「閃光少女」、「透明人間」都有那種明朗活潑的感覺，而這次他試著要感受陰暗的那一面，並試圖從冰冷面中去尋找光明[8]。不過，因為在創作時，時常跑回去自己一貫的曲風，讓他必須要堅定意志的做下去，因此，對他而言是種艱難的挑戰[8]。而椎名林檎也讚嘆「龜田誠治這次的曲目和以截然不同，真是讚[8]!」至於歌詞部分，再椎名林檎填完詞後，讓龜田誠治有著深深的共鳴，尤其是在那兩段樂器停止的部分，那兩句「不要讓它結束」、「請讓我放棄」真的很動人[8]。椎名林檎表示會這樣做是因為要放這兩句關鍵句，所以要把它給空出來[8]。
2. 每個女孩子啊（日语：女の子は誰でも）
  - 收錄於《大發現》專輯中

椎名林檎表示那時候「Don't talk to me」音樂片段一直在腦中揮之不去，然後因為資生堂要求要用「Virgin」這個字，且廣告後七秒以內要說出這個字，因此就開始進行創作[8]。而這首曲目為服部隆之所編曲，為東京事變首次找團員以外的成員進行編曲，主要是希望不想要重複以前的作品，大膽嘗試新的事物[8]。而龜田誠治則表示像服部隆之這種厲害的專家，不但是熟悉每種樂器，連「搖擺爵士（英语：Swing Jazz）」的音樂都掌握到恰到好處，並在傳統裡加入新元素，讓他深感佩服[8]。
由於NHK晨間電視劇「康乃馨」主題曲的緣故，椎名林檎首度參加第62回NHK紅白歌合戰，表演主軸為「康乃馨-捨我其誰」[23]，在這段演出中演唱《康乃馨》及《每個女孩子啊》兩首歌曲，並由東京事變擔任演奏者。

## 批評及評價
在音樂網站CDJournal的音樂評論家認為「迴響天空」是首冷硬派搖滾曲風，同時帶點不安氣氛的歌曲，而吉他的伴奏更增加了緊張、快速的感覺，並且也凸顯出椎名林檎的歌聲。同時也提到「每個女孩子啊」則是一首帶著搖擺爵士管弦樂風格的曲目。音樂網站HOTEXPRESS的音樂評論家武川春奈則認為這首歌曲很有東京事變的風格，首次聽到的感覺就跟《群青日和》所受到的衝擊相當，而她特別喜歡這首歌曲的歌詞和椎名林檎歌唱的歌聲。同時也提到「每個女孩子啊」則是一首「包含所有女孩子的元素」的歌曲，而當她也表示這樣的標題在椎名林檎的歌手生涯中相當少見，這也讓她想起了椎名林檎個唱時期的歌曲《幸福論》（1998）、《在這裡接吻》（1999）及《兩人的時間》（2009）。

## 演出人員及後製
| 演奏人員 | 後製資訊 |

## 歌曲版本
以下兩首歌曲是前述鼓手鬧事所影響，廣告商將原本的歌曲改由椎名林檎單獨演唱，還沒有被音源化。
- 迴響天空〜深海版〜

由椎名林檎和浮雲共同製作的版本，歌曲節奏比原版本慢，音調也做了變更。
- 每個女孩子啊〜素肌編〜

僅用鋼琴伴奏。

## 銷售排行

### Oricon 銷售榜(日本)
《迴響天空／每個女孩子啊》於2011年5月11日發行。發行首週，在日本公信榜Oricon的單曲榜2011年5月第2週付的榜單中以41,110張銷售量居單週第六名，同週第一名是銷售量突破15萬大關的男子組合關西傑尼斯8所發行的單曲「My Home」，第二名則是女團體French Kiss的單曲「太遜了I love you!」。第二週則以7,646張銷售量位居第十七位，同週第一、二名分別是組合KAT-TUN的單曲「WHITE (KAT-TUN單曲)」及電子音樂組合Perfume的單曲「Laser Beam/微香」。總計《迴響天空／每個女孩子啊》在日本公信榜Oricon的單曲榜上榜11週，累積銷售達7.1萬張。同時在2011年年銷售榜中，《迴響天空／每個女孩子啊》以5.4萬張銷售量居全年第142名。
| 名稱                                 | Oricon銷售榜 | 最高  | 最高   | 總銷售量 | 累積上榜次數 |
| 名稱                                 | Oricon銷售榜 | 排 行 | 銷售量 | 總銷售量 | 累積上榜次數 |
| ------------------------------------ | ------------ | ----- | ------ | -------- | ------------ |
| 2011年5月11日 迴響天空／每個女孩子啊 | 週銷售排行榜 | #6    | 41,110 | 54,116   | 8週          |
| 2011年5月11日 迴響天空／每個女孩子啊 | 月銷售排行榜 | #13   | 51,243 | 54,116   | 8週          |
| 2011年5月11日 迴響天空／每個女孩子啊 | 年銷售排行榜 | #142  | 54,116 | 54,116   | 8週          |

### 其他銷售榜
| 排行榜名稱                                        | 最高排名 |
| ------------------------------------------------- | -------- |
| (日本) Soundscan：CD Single Top 20                | #1       |
| (日本) J-WAVE：Tokio Hot 100(迴響天空)            | #43      |
| (日本) J-WAVE：Tokio Hot 100(每個女孩子啊)        | #3       |
| (日本) J-WAVE：Tokio Hot 100(每個女孩子啊) (年榜) | #59      |
| (日本) CDTV Top 100                               | #7       |
| (日本) 告示牌百強單曲榜(迴響天空)                 | #11      |
| (日本) 告示牌百強單曲榜(每個女孩子啊)             | #5       |
| (日本) RIAJ數位下載榜(迴響天空)                   | #40      |
| (日本) RIAJ數位下載榜(每個女孩子啊)               | #26      |
| (台灣) 五大唱片：日韓榜                           | #18      |

## 發行歷史
| 國家 | 發行日期      | 發行形式       | 唱片公司                      | 商品編號   |
| ---- | ------------- | -------------- | ----------------------------- | ---------- |
| 日本 | 2011年4月20日 | 數位下載       | EMI Music Japan／Virgin Music | -          |
| 日本 | 2011年5月11日 | CD             | EMI Music Japan／Virgin Music | TOCT-40320 |
| 台灣 | 2011年5月13日 | CD(台壓盤)     | 金牌大風                      | I-5205     |
| 台灣 | 2011年5月20日 | CD(進口初回盤) | EMI Music Japan／Virgin Music | TOCT-40320 |

## 宣傳行程
| 類型 | 日期       | 名稱                                                       |
| ---- | ---------- | ---------------------------------------------------------- |
| 雜誌 | 2011/04/30 | 【rockin'on JAPAN】表紙＋特集                              |
| 雜誌 | 2011/05/20 | 【SWITCH】表紙＋特集                                       |
| 雜誌 | 2011/05/23 | 【ORICON STYLE】訪談                                       |
| 電視 | 2011/02/18 | 【朝日電視台】MUSIC STATION（取消）                        |
| 電視 | 2011/02/25 | 【朝日電視台】MUSIC STATION（取消）                        |
| 電視 | 2011/05/20 | 【朝日電視台】MUSIC STATION（椎名林檎代表）                |
| 廣播 | 2011/05/08 | 【J-WAVE】McDonald's TOKIO HOT 100                         |
| 廣播 | 2011/05/12 | 【TOKYO FM】SCHOOL OF LOCK！～Perfume LOCKS!～             |
| 廣播 | 2011/05/14 | 【TOKYO FM】McDonald's SOUND IN MY LIFE                    |
| 廣播 | 2011/05/21 | 【J-WAVE×SWITCH】Music・Document PROJECT PART1「林檎之夜」 |

## 脚注